# Kaliwungu Kidul
Kaliwungu Kidul is een bestuurslaag in het regentschap Purworejo van de provincie Midden-Java, Indonesië. Kaliwungu Kidul telt 306 inwoners (volkstelling 2010).